# نور

گسترش نور مرئی سفید در یک منشور به طول‌موج‌های دیگر، مانند فرابنفش و فرو سرخ… با طول موج‌هایی متفاوت است

پرتو یا نور یک تابش با سرعت موج‌های الکترومغناطیس و حاوی فوتون است که با چشم انسان و دیگر جانوران، دیده می‌شود. نور مرئی با طول‌موجی از حدود ۳۸۰ تا حدود ۷۵۰ نانومتر در بین دو نور نامرئی فروسرخ  که در طول‌موج‌های بلندتر و فرابنفش  که با طول‌موج‌های کوتاه‌تر یافت می‌شود، قرار دارد. نور تابشی است که از یک سری پرتو نورانی ایجاد شده و باعث دیدن اجسام می‌شود. به عنوان یک نظریهٔ نو می‌توان گفت پرتوهای نورانی که نور را تشکیل می‌دهند به‌صورت مستقیم حرکت کرده، سرعت حرکت آن‌ها زیاد بوده، هنگام برخورد به اجسامی که بتوانند از آن‌ها رد بشوند از آن‌ها رد شده و هنگام برخورد با اجسامی که نتوانند از آن‌ها رد بشوند از آن‌ها رد نشده و بازتاب می‌شوند.

## انواع
نور را می‌توان به‌صورت زیر دسته‌بندی کرد:
1. نور طبیعی مثل نور خورشید
2. نور مصنوعی مثل نور لامپ

اصولاً می‌توان گفت که دلیل سیاه‌بودن و تاریک‌بودن فضا، نبودن نور در فضا است.
نظریهٔ جیمز کلارک ماکسوِل دربارهٔ انتشار الکترومغناطیس و نور بحث می‌کند در حالی‌که نظریهٔ کوانتومی ،برهم‌کنشِ نور و ماده یا جذب و نشر آن را شرح می‌دهد، از آمیختن این دو نظریه، نظریهٔ جامعی که الکترودینامیک کوانتومی نام دارد، شکل می‌گیرد.
نظریه‌های الکترومغناطیسی و کوانتومی افزون‌بر پدیده‌های مربوط به تابش بسیاری از پدیده‌های دیگر را نیز تشریح می‌کنند بنابراین می‌توان منصفانه فرض کرد که مشاهدات تجربی امروز، کم‌وبیش در چارچوبِ ریاضی پاسخگوست. سرشت نور کاملاً شناخته شده است اما در مورد واقعیت نور همچنان پرسش وجود دارد.
۱)نظریهٔ نیوتن:

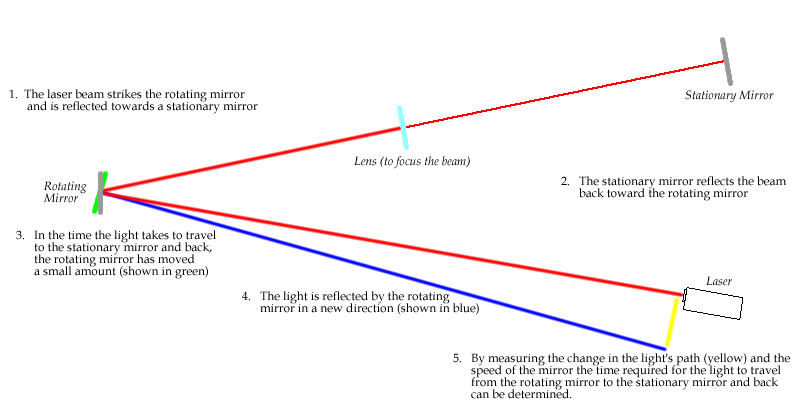
^{نمودار سرعت‌سنج فوکو در آزمایش نور، که در آن یک لیزر، منع نور است.}

نور را به صورت خطّ مستقیم تصور می‌کرد و برآن انعکاس قائل بود.
با استفاده از این تئوری مسائل مربوط به آیینه‌ها، عدسی‌ها، منشور و دیگر مسائل را حل می‌کنیم.
۲)نظریهٔ هویگنس:
نور را موج تصوّر می‌کرد و به خوبی می‌توانست مسائل مربوط به طول موج مثل رنگ نور را توجیه کند.
با استفاده از این تئوری، مسائل مربوط به آزمایش یانگ، پدیدهٔ پر اش و از این قبیل را حل می‌کنیم.
۳)نظریهٔ پلانک:
نور را تشکیل شده از بسته‌های ریزی به نام فوتون می‌دانست.
با استفاده از این نظریه مسائل فیزیک مدرن را حل می‌کنیم.

## شکل‌گیری نور
هر منبع و جسمی دارای شرایط مولکولی است و هر مولکول دارای انرژی است و انرژی حرارت را شکل می‌دهد و حرارت تشعشع را پدیدمی‌آورد و مجموع انرژی و حرارت و تشعشع در اصل فرکانس را شکل می‌دهند از آنجا که هر مولکول الکترون را دارا است و حرکت الکترون‌ها که دارای بار الکتریکی می‌باشد در حرکت چرخشی در لایه‌ها به دور اتم ایجاد کننده انرژی و میدان الکتریکی است و جابجایی ذرات بار الکتریکی الکترون‌ها در حرکت چرخشی ایجاد انرژی می‌نماید و سپس ترکیب میدان‌های الکتریکی به نسبت میزان جریان بار الکتریکی خود میدان مغناطیس قوی با بار الکتریکی منفی بالا یا میدان مغناطیس ضعیف با بار الکتریکی منفی را شکل می‌دهد و در صورتیکه بار الکتریکی مثبت میدان الکتریکی بالا باشد در ترکیب با میدان مغناطیس ضعیف با بار الکتریکی منفی پایین میدان الکترومغناطیس با بار الکتریکی مثبت شکل می‌دهد و اگر بار الکتریکی منفی میدان الکتریکی بالا باشد در ترکیب با میدان مغناطیس قوی با بار الکتریکی منفی بالا میدان الکترومغناطیس با بار الکتریکی منفی شکل می‌دهد و از آنجا که میدان الکترومغناطیس با جریان انرژی پدید می‌آید در کل می‌توان ابراز نمود تجمیع میدان الکترومغناطیس تحت شرایط فشار بر همدیگر نور را پدید میاورد و در اصل نور پدید آمده از میدان الکترومغناطیس شکل گرفته از فرکانس که تحت شرایط انرژی پدید می‌آید.
ترکیب میدان الکترومغناطیس از میدان الکتریکی و میدان مغناطیس است که در جریان همه میدان‌های شکل گرفته از وضعیت مولکول وجود دارد و بار الکتریکی منفی یا مثبت میدان الکترومغناطیس وابسته به شرایط بار الکتریکی الکترون آن مولکول در شکل‌گیری ارتعاشات اتمی و پدید نوسان در موقعیت انتقال حرکتی نوترون و پروتون و الکترون است و در زمانیکه میدان الکترومغناطیس وجود نداشته باشد شکل موج مغناطیسی یا شکل موج فرکانسی نیز پدید نمیاید که نتیجه شکل موج مغناطیسی یا موج فرکانسی به نوع وضعیت بار الکتریکی منفی یا مثبت میدان متعلق به مولکول ارتباط دارد در نتیجه در موقعیتی که الکترومغناطیس از شرایط انرژی و حرارت و تشعشع شکل دهنده فرکانس پدید می‌آید در جریان فشار موج در میدان‌های الکترومغناطیس بر یکدیگر شرایط ترکیب و تبدیل و افزایش ظرفیت و سپس تابش شکل می‌گیرد که انرژی مربوط به فرکانس در میدان الکترومغناطیس در این حالت فشار وارد نمودن برهم و تجمیع شدن در وضعیت ترکیبی و انتشار بازتاب می‌تواند اشعه و موج سه بعدی را نیز پدیدآورد و ذرات بار الکتریکی تحت فشار ترکیب و تبدیل و انتقال میدان‌های الکترومغناطیس بر یکدیگر در نقطه تعادل در حرکت نور را نیز ایجاد می‌نمایند.
ذاتاً موقعی که انرژی حالت می‌گیرد در اصل حرارت و تشعشع نیز پدید می‌آید و در همین موقعیت میدان‌های الکتریکی و مغناطیسی نیز در حرکت الکترون‌ها به نسبت بار الکتریکی منفی و مثبت شکل می‌گیرد و میدان الکترومغناطیس نیز ایجاد می‌گردد و انرژی ایجاد شده حرارت پدید می‌آید و از حرارت تشعشع شکل می‌دهد که ترکیبی از میدان‌های تحت فشار در طبقات حرکت الکترونی می‌تواند مادون قرمز را نیز شکل دهد که خود نور است؛ حال میدان‌های الکترومغناطیس که بر یکدیگر فشار وارد می‌کنند و ترکیب و تبدیل می‌شوند می‌توانند حاصل نور را ایجاد نمایند زیرا ذرات بار الکتریکی میدان‌های الکترومغناطیس پدید آمده هم انرژی دارد و هم حرارت و تشعشع دارد و در ذات جریان فرکانس خود نور وجود دارد و زمانیکه تجمیع و فشار نیرو الکترومغناطیس با بار الکتریکی مثبت در حرکت فرکانس شکل می‌گیرد می‌تواند تبدیل به نور قابل مشاهده گردد ولی ذرات منتشر آن قابل رویت نمی‌باشد و در جریان شکل‌گیری میدان‌ها خصوصیات مربوط به فرکانس است که می‌تواند نور در حالت‌های گوناگون شکل دهد.

## دربارهٔ واژگان
در زبان پارسی دربارهٔ مفهوم نور برابرهای گوناگونی آورده شده است. همچون «شید»، «روشنی» و «فروغ». واژه «روشنی» برگرفته از واژهٔ «روشنیه» (به پارسی میانه: rōšnīh) که هم ریشه با واژگان «روْشِن»
(به کردی سورانی: ڕۆشن، rošin) در کردی سورانی، «روژنا» در بلوچی و «رَئوْخْشْنَه» (به اوستایی: 𐬭𐬀𐬊𐬑𐬱𐬥𐬀، آوانگاری: raoxšna) در اوستایی است. این واژه از ریشه نیا-هندو-اروپایی *lewk- (نور و روشنی) است. واژه «شید» برگرفته از واژه «شید» (به پارسی میانه: šēd) که از ریشه احتمالی نیا-ایرانی *xšaytah (درخشش، روشنی) هم ریشه با واژگان «خْشَئِتَه» (به اوستایی: 𐬑𐬱𐬀𐬉𐬙𐬀، آوانگاری: xšaēta) در اوستایی و «آخْشِت» (به ارمنی: աշխէտ، ašxēt) است. واژه «فروغ» برگرفته از واژه «پیروگ» (به پارسی میانه: payrōg) است.
برخی منابع ریشه آن را از زبان سریانی و برخی از پارسی باستان می‌دانند.

## سرعت نور

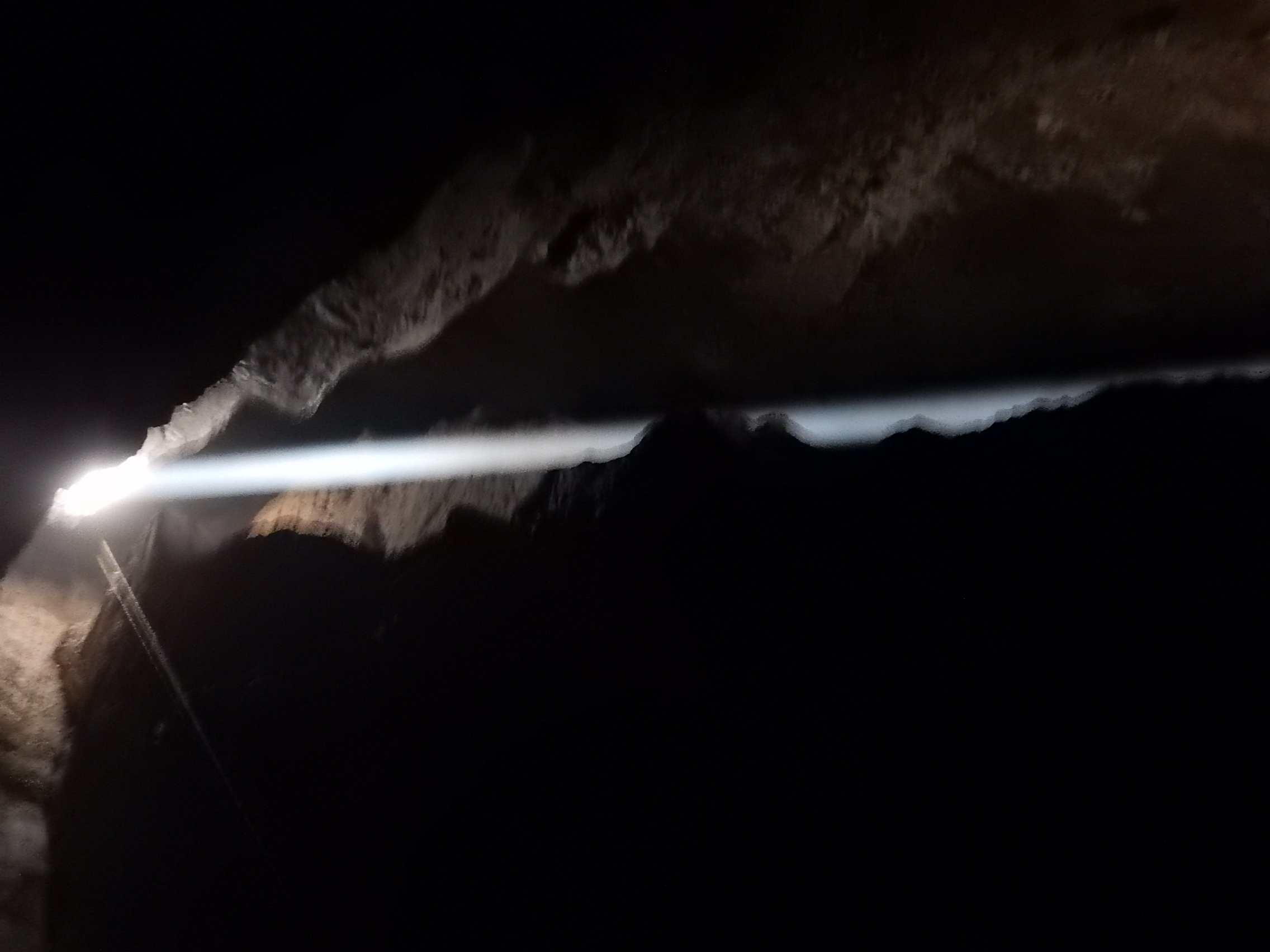
پرتو نور خورشید که از طریق حفره ای در غار منتشر و پخش گردیده

سرعت نور در خلاء دقیقاً ۲۹۹٬۷۹۲٬۴۵۸ متر بر ثانیه است. چون هم‌اکنون در دستگاه SI از یکای متر استفاده می‌شود، سرعت دقیق نور نیز با یکای متر تعریف شده است. در گذشته، فیزیک‌دانان بسیاری تلاش کردند تا سرعت نور را به‌دست آورند که از میان آنان می‌توان به گالیلئو گالیله اشاره کرد که در قرن ۱۷ میلادی برای به‌دست آوردن سرعت نور تلاش کرد.
همچنین اوله رومر، فیزیک‌دان دانمارکی در سال ۱۶۷۶ آزمایشی طراحی کرد تا با کمک یک تلسکوپ بتواند سرعت نور را اندازه‌گیری کند. وی گردش سیارهٔ مشتری و یکی از قمرهای آن آیو (به انگلیسی: Io) را زیر نظر گرفت. او محاسبه کرد که ۲۲ دقیقه طول می‌کشد تا نور، قطر مدار زمین را بپیماید. شوربختانه در آن زمان داده‌ها کافی نبود؛ اگر رومه قطر مدار زمین را داشت، سرعتی که برای نور می‌توانست به‌دست‌آورد ۲۲۷٬۰۰۰٬۰۰۰ متر بر ثانیه می‌بود.
در سال ۱۸۴۹ از سوی ایپولیت فیزو، اندازه‌گیری دقیق‌تری برای به‌دست آوردن سرعت نور انجام شد. او پرتوهایی از نور را به سمت آینه‌ای که کیلومترها دورتر بود هدایت کرد. یک چرخ‌دندهٔ در حال گردش نیز در مسیر نور در فاصلهٔ میان منبع تا آینه و مسیر برگشت تا نقطهٔ مبدأ قرار داد. او دریافت که با یک نرخِ مشخصِ گردش، نور می‌تواند در مسیر رفت از میان یکی از فضاهای خالی روی چرخ رد شود و در برگشت از فضای خالی بعدی (سوراخ‌های متوالی) عبور کند. با داشتن فاصلهٔ آینه، تعداد دندانه‌های چرخ و نرخ گردش آن، او توانست سرعت نور را ۳۱۳٬۰۰۰٬۰۰۰ متر بر ثانیه به‌دست‌آورد.
لئون فوکو (به فرانسوی: Jean Bernard Léon Foucault) در ۱۸۶۲ با استفاده از آینه‌های در حال چرخش سرعت نور را ۲۹۸٬۰۰۰٬۰۰۰ متر بر ثانیه به‌دست‌آورد. آلبرت مایکلسون از ۱۸۷۷ تا زمان مرگش، آزمایش‌های بسیاری را برای به‌دست آوردن سرعت نور طراحی کرد؛ او بیشتر بر روی آزمایش‌های فوکولت[نیاز به منبع] کار کرد و روشِ آینه‌های در گردش را پیش بُرد و تلاش کرد مدتی را که طول می‌کشد تا نور، مسیر رفت و برگشت میان کوه ویلسون تا کوه سن آنتونیو در کالیفرنیا را بپیماید به‌دست آورَد.

## گسترهٔ طول‌موجی نور
نور گسترهٔ طول‌موج وسیعی دارد. ناحیهٔ نور مرئی از حدود ۴۰۰ نانومتر و از آبی تا ۷۰۰ نانومتر به قرمز است که در وسط آن طول‌موج ۵۵۵ نانومتر به رنگ زرد، که چشم انسان بیشترین حساسیت را نسبت به آن دارد یک ناحیهٔ پیوسته که ناحیهٔ مرئی را در بر می‌گیرد و تا فروسرخِ دور گسترش می‌یابد. خواص نور و نحوه تولید سرعت نور در محیط‌های مختلف متفاوت است که بیشترین آن در خلاء یا به‌طور تقریبی در هوا است در نانومتر ماده به پارامترهای متفاوتی بر حسب حالت و خواص الکترومغناطیسی ماده وابسته است.
در طبیعت طول‌موج‌های مختلفی از نور مشاهده شده امّا مشهورترین آن نور سفید است که یک نور ترکیب شده از سایر طول‌موج هاست. تک طول‌موج‌ها را به‌وسیله لامپ‌های تخلیه الکتریکی که معرفِ طیف‌های اتمی موادی هستند که داخلشان تعبیه شده، می‌توان تولید کرد. 

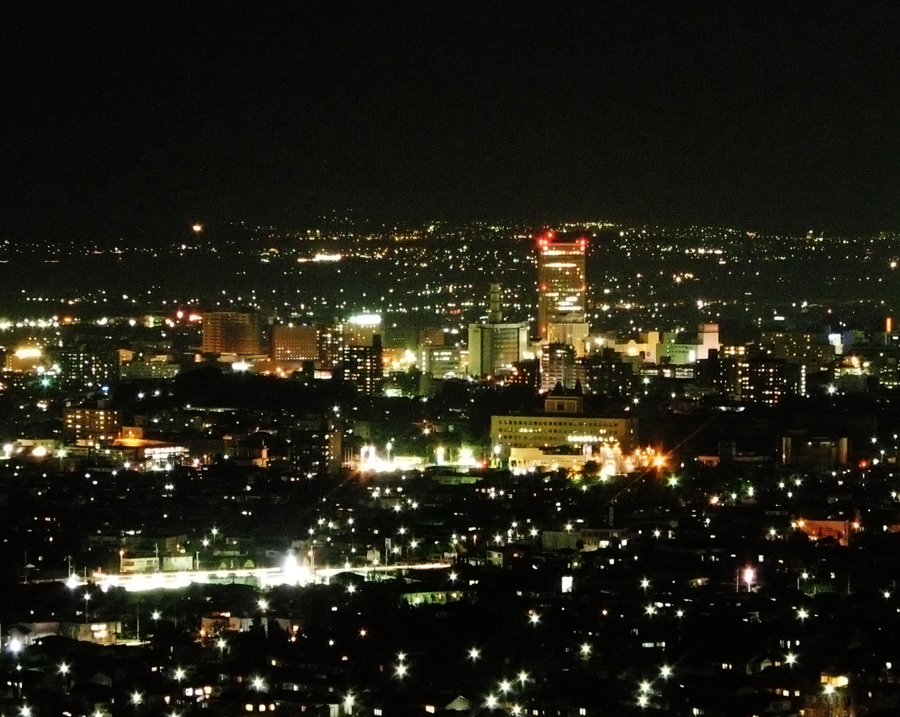
منابع نور در شب

## ماهیت‌های متفاوت نور

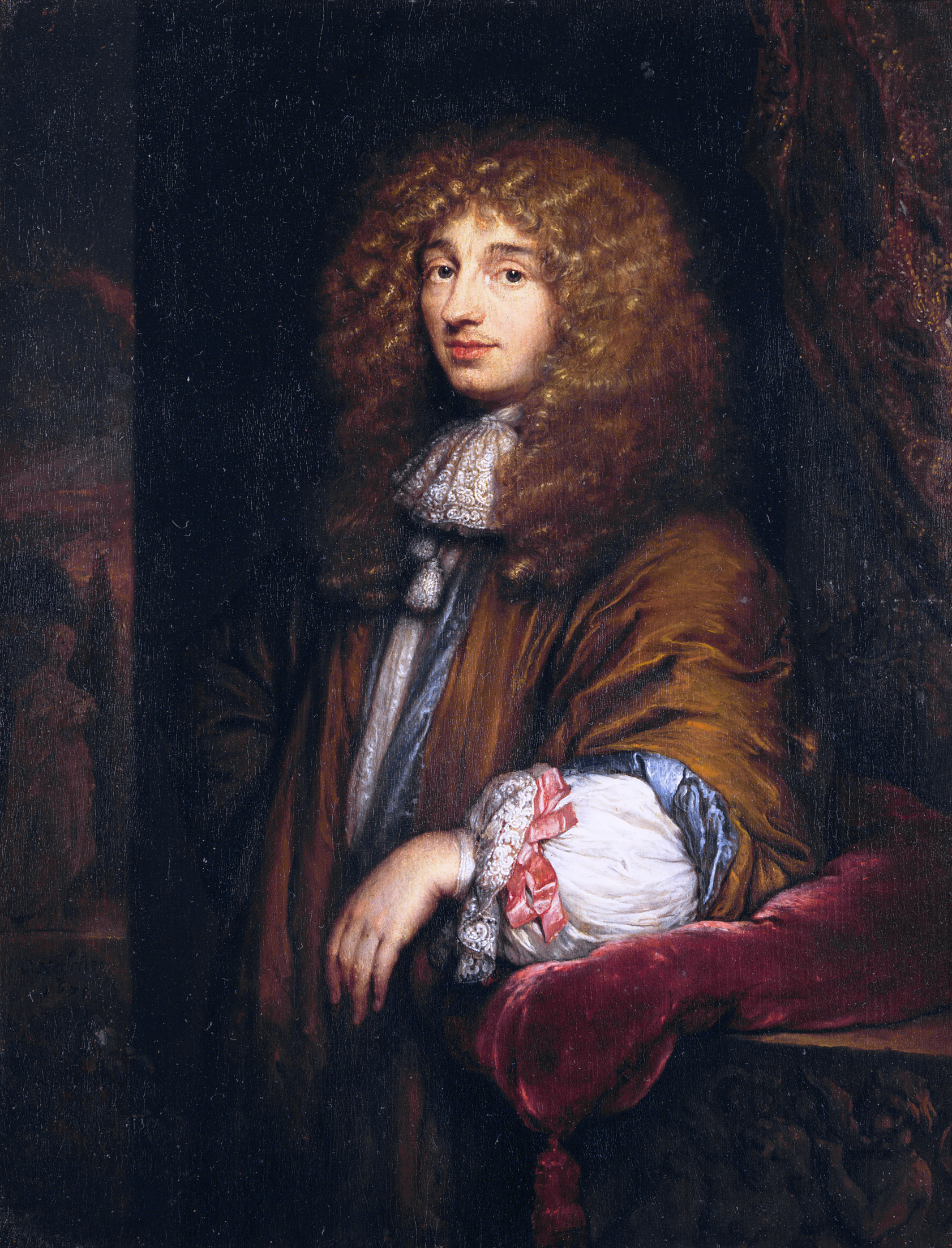
نقاشی کریستیان هویگنس

### ماهیت ذره‌ای
ایزاک نیوتن در کتاب خود در رساله‌ای دربارهٔ نور نوشت: پرتوهای نور ذرات کوچکی هستند که از یک جسم نورانی نشر می‌شوند. احتمالاً نیوتن نور را به این دلیل به صورت ذره در نظر گرفت که در محیط‌های همگن به نظر می‌رسد در امتداد خط مستقیم منتشر می‌شوند، این امر را قانون می‌نامند و یکی از مانندهای خوب برای توضیح آن، به وجود آمدن سایه است. برخی دیگر از دانشمندان نیز اظهار داشته‌اند که نور از ذرات در ارتعاش شدید تشکیل یافته است. نیوتن معتقد بود نور از درون واسطه‌ای به نام اتر گذر می‌کند که غیر مادّی است و دیده نمی‌شود. بر اساس نظریه اتر، فضا آکنده از این واسطه است. هم‌اکنون این نظریه باطل شده است و معتبر نیست.

### ماهیت موجی
هم‌زمان با نیوتن، کریستیان هویگنس (۱۶۹۵–۱۶۲۹ میلادی) طرفدار توضیح دیگری بود که در آن حرکت نور به صورت موجی است و از چشمه‌های نوری به تمام جهات پخش می‌شود. هویگنس با به کار بردن امواج اصلی و موجک‌های ثانوی، قوانین بازتاب و شکست را تشریح کرد. حقایق دیگری که با تصور موجی بودن نور توجیه می‌شوند پدیده‌های تداخلی‌اند، مانند به وجود آمدن فریزهای روشن و تاریک در اثر بازتاب نور از لایه‌های نازک یا پراش نور در اطراف مانع، مانند آزمایش دوشکاف.

### ماهیت الکترومغناطیس
بیشتر به خاطر نبوغ جیمز کلارک ماکسول (۱۸۷۹–۱۸۳۱) است که ما امروزه می‌دانیم نور نوعی انرژی الکترومغناطیسی است که معمولاً به عنوان امواج الکترومغناطیسی توصیف می‌شود. گستره کامل امواج الکترومغناطیسی شامل: موج رادیویی، تابش فروسرخ، نور مرئی از قرمز تا بنفش، تابش فرابنفش، پرتو ایکس و پرتو گاما می‌باشد.

### ماهیت کوانتومی نور
طبق نظریه مکانیک کوانتومیِ نور، که در دو دهه اول سده بیستم به وسیله ماکس پلانک، آلبرت انیشتین و نیلز بور برای اولین بار پیشنهاد شد. انرژی الکترو مغناطیسی کوانتیده است، یعنی جذب یا نشر انرژی میدان الکترو مغناطیسی به مقدارهای گسسته‌ای به نام فوتون انجام می‌گیرد. {\displaystyle E=hv}، {\displaystyle v} بسامد و {\displaystyle E} انرژی است.

## نظریه مکملی
نظریه جدید نور شامل اصولی از تعاریف نیوتن و کریستیان هویگنس است. بنابرین گفته می‌شود که نور رفتار دوگانه‌ای دارد برخی از پدیده‌ها مثل تداخل و پراش رفتار موجی آن را نشان می‌دهد و برخی دیگر مانند پدیده فتوالکتریک و پدیده کامپتون با رفتار ذره‌ای نور قابل توضیح هستند. 

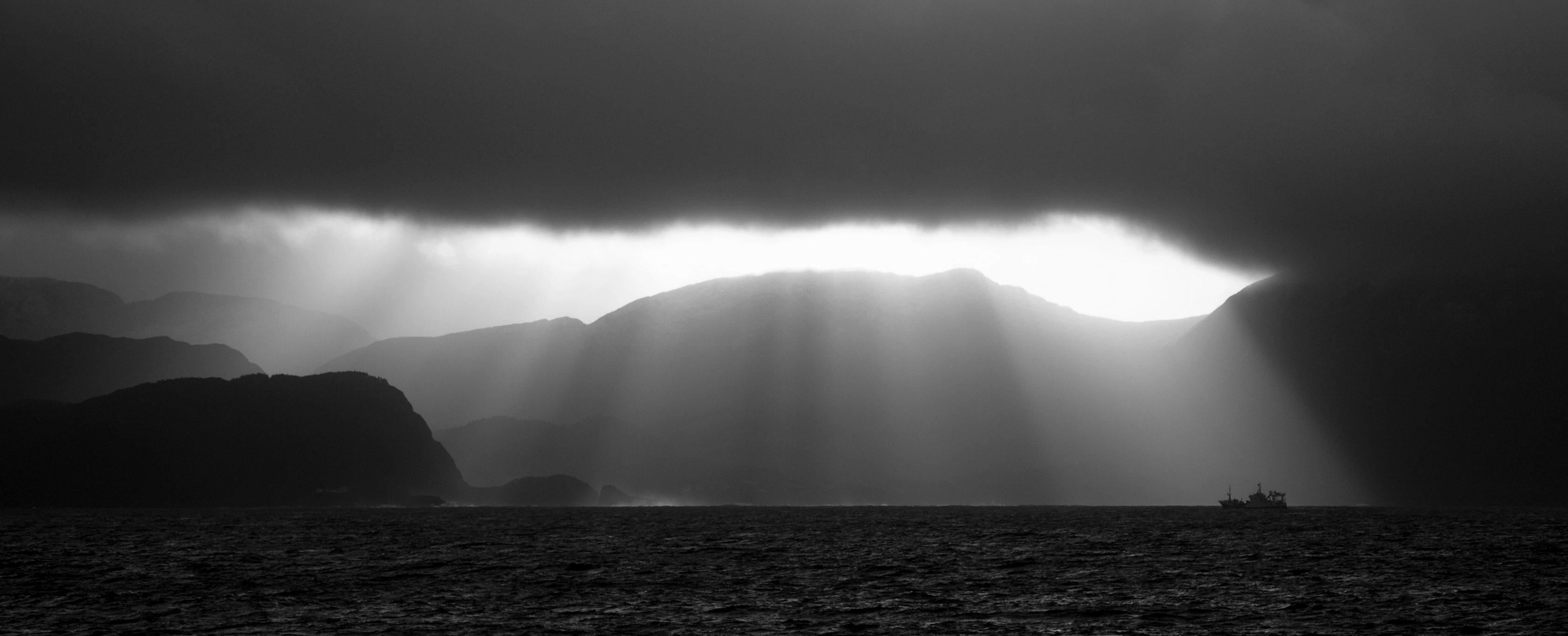
پرتوهای خورشید

## پرتوهای دیگر

### فروسرخ
پرتوی فروسرخ یا مادون‌قرمز تابشی است الکترومغناطیسی با طول‌موجی طولانی‌تر از نور مرئی اما کوتاه‌تر از تابش ریزموج. از آنجا که سرخ، رنگِ نور مرئی درازترین طول‌موج را دارد، به این پرتو فروسرخ یعنی پایین‌تر از سرخ می‌گویند. تابش فروسرخ طول‌موجی میان ۷۰۰ نانومتر و ۱ میلی‌متر دارد.

### گاما
با توجه به اینکه پرتوی گاما دارای تشعشع الکترومغناطیسی است، از این رو فاقد بار و جرم سکون است. پرتوی گاما موجب برهم‌کنش‌های کولنی نمی‌گردد و لذا آن‌ها برخلاف ذرات باردار به‌طور پیوسته انرژی از دست نمی‌دهند. معمولاً اشعه گاما تنها یک یا چند برهم‌کنش اتفاقی با الکترون‌ها یا هسته‌های اتم‌های ماده جذب‌کننده احساس می‌کند. در این برهم̊کنش‌ها پرتوی گاما یا به‌طور کامل ناپدید می‌گردد یا انرژی آن به‌طور قابل ملاحظه‌ای تغییر می‌یابد. گاما دارای بردهای مجزا نیست، به جای آن، شدت یک باری که پرتوی گاما به‌طور پیوسته با عبور آن از میان ماده مطابق قانون نمایی جذب کاهش می‌یابد. فروپاشی گاما، هنگامی که یک هسته تحت گذارهایی از حالات برانگیخته بالاتر به حالات برانگیخته پایین‌تر یا حالت پایه آن می‌رود، پرتوی الکترومغناطیسی منتشر می‌گردد. معادله عمومی فروپاشی گاما به صورت {\displaystyle AZX*=AZX+y} است، که در آن {\displaystyle X} و {\displaystyle X*} به ترتیب نشان دهنده حالت پایهٔ غیر برانگیخته و حالت با انرژی بالاتر است.
قابل ذکر است که این فروپاشی با هیچ گونه تغییر در عدد جرمی {\displaystyle A} و عدد اتمی {\displaystyle Z} همراه نیست. حالت برانگیخته هسته و حالت با انرژی پایین حاصل شده در اثر نشر پرتوی گاما، فقط زمانی به عنوان ایزومر هسته‌ای در نظر گرفته می‌شود که نیمه عمر حالت برانگیخته به اندازه‌ای طولانی باشد که بتوان آن را به سادگی اندازه‌گیری نمود. زمانی که این حالت وجود داشته باشد، فروپاشی گاما به عنوان یک گذار ایزومری توصیف می‌گردد. اصطلاحات حالت نیمه پایدار یا حالت برانگیخته برای توصیف گونه‌ها در حالات انرژی بالاتر از حالت پایه نیز به کار می‌رود.

#### حالت‌های فروپاشی گاما
در این حالت فروپاشی گاما، اشعه گامای منتشر شده به‌وسیله یک هسته از یک فرایند فروپاشی گاما برای کلیه گذارها بین ترازهای انرژی که محدوده انرژی آن معمولاً از ۲ کیلو الکترون ولت تا ۷ میلیون‌الکترون‌ولت است، تک انرژی است. این انرژی‌های گذارها بین حالت‌های کوانتومی هسته بسیار نزدیک هستند. مقدار کمی از انرژی پس زنی هسته با هسته دختر (هسته نهایی) همراه است، ولی این انرژی معمولاً نسبت به انرژی اشعه گاما بسیار کوچک بوده و می‌توان از آن صرف‌نظر کرد.

#### حالت فروپاشی به‌صورت تبدیل داخلی
در این حالت فروپاشی، هسته برانگیخته با انتقال انرژی خود به یک الکترون اربیتال برانگیخته می‌گردد، که سپس آن الکترون از اتم دفع می‌شود. اشعه گاما منتشر نمی‌شود. بلکه محصولات این فروپاشی هسته در حالت انرژی پایین یا پایه، الکترون‌های اوژه، پرتوی ایکس و الکترون‌های تبدیل داخلی است. الکترون‌های تبدیل داخلی تک انرژی هستند. انرژی آن‌ها معادل انرژی گذار ترازهای هسته‌ای درگیر منهای انرژی پیوندی الکترون اتمی است. با توجه به اینکه فروپاشی تبدیل داخلی منجر به ایجاد یک محل خالی در اوربیتال اتمی می‌شود، در نتیجه فرایندهای نشر پرتوی ایکس و نشر الکترون اوژه نیز رخ خواهد داد.

#### حالت فروپاشی به‌صورت جفت
برای گذارهای هسته‌ای با انرژی‌های بزرگ‌تر از ۱٫۰۲ میلیون‌الکترون‌ولت تولید جفت اگر چه غیرمعمول است اما یک حالت فروپاشی محسوب می‌شود. در این فرایند، انرژی گذرا ابتدا برای به وجود آمدن یک جفت الکترون–پوزیترون و سپس برای دفع آن‌ها از هسته بکار می‌رود. انرژی جنبشی کل داده شده به جفت معادل اختلاف بین انرژی گذار و ۱٫۰۲ میلیون‌الکترون‌ولت مورد نیاز برای تولید جفت است. پوزیترون تولید شده در این فرایند نابود خواهد شد.

## رنگ‌های نور
نور در اصل از هزاران رنگ تشکیل شده است که هفت رنگ اصلی دارد:قرمز، نارنجی، زرد، سبز، ابی، نیلی، بنفش. رنگ‌های زرد، قرمز، نارنجی حامل انرژی گرمایی هستند. ایزاک نیوتن، این موضوع را با عبور دادن نور از منشور فهمید. او در شیشهٔ پنجره اتاقش سوراخی ایجاد کرد و منشور را با فاصلهٔ یک متری از شیشه قرار داد در نتیجه هفت رنگ نور با فاصلهٔ یک متر از یکدیگر پراکنده شدند و سپس ذره‌بین را در مقابل هر رنگ قرار داد تا متوجه شود که گرمای نور از کجا ایجاد می‌شود.

### ماهیت نور سفید
نور سفید آمیزه‌ای از نورهای به رنگ مختلف است. فیلترهای رنگی، به جز یک طول‌موج مخصوص به رنگ خودشان، سایر طول‌موج‌های نور را سد می‌کنند و به این ترتیب از نور سفید، می‌توان نورهای رنگی مختلفی را به‌دست‌آورد.

### تولید نور سفید
از ترکیب نورهای اصلی، سبز، آبی و قرمز، نور سفید پدید می‌آید که به آن رنگ‌های اصلی گفته می‌شود. از ترکیب دوتایی بعضی نورهای با رنگ فرعی و یکی از نورهای با رنگ اصلی نیز می‌توان نور سفید را تولید کرد. به نور فرعی‌ای که در کنار یکی از نورهای اصلی، نور سفید را بسازد، نور مکمل می‌گویند. برای مثال از آمیختن نورهای آبی و زرد، نور سفید به‌وجود می‌آید، بنابراین، نور زرد مکمل آبی است.

### دیدن نور سفید
شبکیه چشم انسان سه گیرنده نوری دارد که هر یک به یکی از نورهای اصلی (سبز، آبی و قرمز) حساس‌تر است. اگر نوری با ترکیبی از این سه رنگ در شدت‌های یکسان وارد چشم انسان شود، گیرنده‌های شبکیه را به یک اندازه تحریک کرده و نور به رنگ سفید دیده می‌شود. اگر یک ناحیه باریک از طول‌موج‌های نور سفید توسط ماده جذب شود، بقیه طول‌موج‌ها از ماده عبور کرده و چشم انسان آن نوری را که دیگر کاملاً سفید نیست، می‌بیند.

## واحدها و اندازه‌گیری نور
| انرژی نورانی                                | Qv | لومن ثانیه         | lm⋅s     | T⋅J          | در انگلیسی گاهی به یکاها تالبوت می‌گویند                  |
| شار نوری                                    | Φv | لومن (= cd⋅sr)     | lm       | J            | توان نوری هم می‌گویند                                     |
| شدت نور                                     | Iv | کاندلا (= lm/sr)   | cd       | J            | یکی از یکاهای اصلی اس‌آی، شار نوری در هر زاویهٔ فضایی واحد |
| درخشندگی                                    | Lv | کاندلا بر متر مربع | cd/m2    | L−2⋅J        | به این یکا «نیت» هم می‌گویند                              |
| شدت روشنایی                                 | Ev | لوکس (= lm/m2)     | lx       | L−2⋅J        | برای نور تابیده‌شده بر یک سطح استفاده می‌شود               |
| گسیل نوری                                   | Mv | لوکس (= lm/m2)     | lx       | L−2⋅J        | برای نور تابیده‌شده از یک سطح استفاده می‌شود               |
| نوردهی                                      | Hv | لوکس ثانیه         | lx⋅s     | L−2⋅T⋅J      |                                                          |
| چگالی انرژی نورانی                          | ωv | لومن ثانیه بر متر۳ | lm⋅s⋅m−3 | L−3⋅T⋅J      |                                                          |
| اثرگذاری نوری                               | η  | لومن بر وات        | lm/W     | M−1⋅L−2⋅T3⋅J | نسبت شار نوری به شار تابشی                               |
| بازده نوری                                  | V  |                    |          | ۱            | ضریب نوری نیز گفته می‌شود                                 |
| جستارهای وابسته: اس‌آی · نورسنجی · رادیومتری |    |                    |          |              |                                                          |